# Comitato Nazionale Olimpico Moldavo
Il Comitato Nazionale Olimpico Moldavo (in romeno Comitetul National Olimpic al Republicii Moldova) è un'organizzazione sportiva moldava, fondata nel 1991 a Chișinău, Moldavia.
Rappresenta questa nazione presso il Comitato Olimpico Internazionale (CIO) dal 1993 ed ha lo scopo di curare l'organizzazione ed il potenziamento dello sport in Moldavia e, in particolare, la preparazione degli atleti moldavi, per consentire loro la partecipazione ai Giochi olimpici. Il comitato, inoltre, fa parte dei Comitati Olimpici Europei.
L'attuale presidente dell'organizzazione è Nicolae Juravschi, mentre la carica di segretario generale è occupata da Christine Vasilianov.